# Michael van Langren
Michael Florent van Langren (botezat la 27 aprilie 1598, Amsterdam – mai 1675, Bruxelles) a fost un astronom și cartograf olandez. Numele său latinizat este Langrenus.

## Familia
Michael van Langren a fost cel mai tânăr membru al unei familii de cartografi olandezi. Bunicul său, Jacob Floris van Langren, s-a născut în Gelderland, dar s-a mutat la Țările de Jos de Sud și, mai târziu, la Amsterdam, unde s-au născut fiii săi, Arnoldus și Henricus. În mod neobișnuit, fiecare membru al familiei a păstrat cel de-al doilea nume Floris mai degrabă ca un patronim. Jacob și fiii săi au confecționat globuri începând din 1580, atât terestre, cât și cerești. O pereche din 1586 a supraviețuit până în zilele noastre, globul ceresc fiind bazat pe datele astronomice oferite de Rudolf Snellius, tatăl lui Willebrord Snellius, în timp ce Petrus Plancius a colaborat la seria de globuri din 1589. În 1592, Statele Generale au acordat familiei Van Langren un monopol în producția de globuri, care a dus la certuri cu Jodocus Hondius.
Arnold și Henricus au realizat și ei hărți. Hărțile lor de la mijlocul anilor 1590 au fost întocmite, de obicei, după hărțile lui Plancius sau Ortelius, dar conțineau uneori noutăți bazate pe descoperiri recente (de exemplu, Nova Zembla ca o insulă, Coreea ca o peninsulă).
Arnold s-a mutat cu familia sa, care era formată din fiii săi Jacob și Michael, de la Amsterdam la Anvers în jurul anului 1609. El a primit titlul de „Sphérographe de leurs Altesses” și i s-a acordat o subvenție de 300 de livre pentru a acoperi cheltuielile determinate de mutarea lui.
Michael van Langren nu a avut parte de o educație universitară. El a devenit cartograf și inginer. A lucrat pe postul de  matematician și cosmograf regal al suveranului Filip al IV-lea al Spaniei și a fost ajutat în munca sa de către înaltul patronaj al Infantei Isabella Clara Eugenia a Spaniei.

## Contribuții

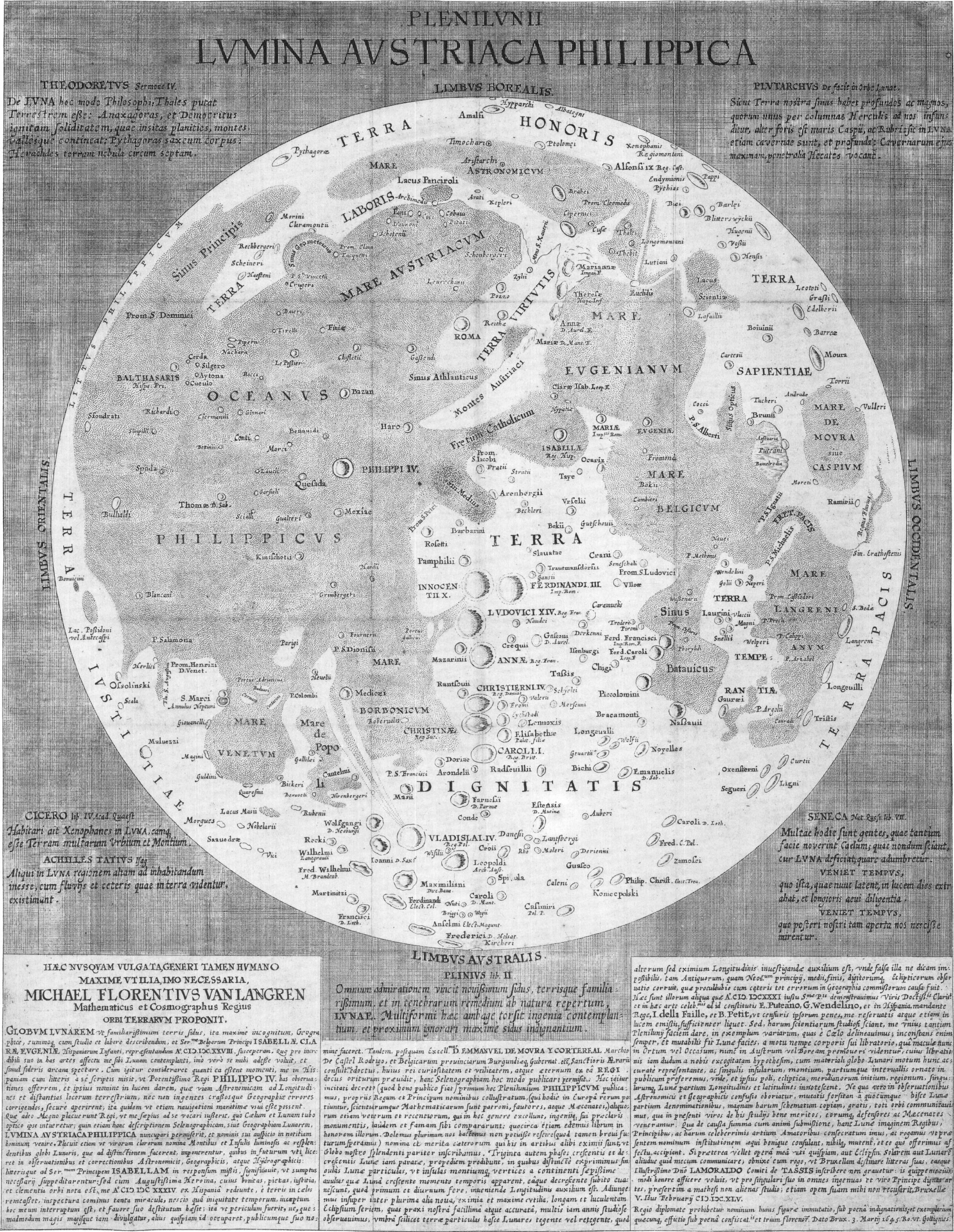
Harta lui Langren (1645)

Printre contribuțiile sale au fost încercările de a determina longitudinea. Pentru a arăta amploarea problemei, el a creat primul grafic (cunoscut) de date statistice, care arată o gamă largă de estimări ale distanței în longitudine între Toledo și Roma. El a crezut că ar putea îmbunătăți precizia determinării longitudinii, în special pe mare, prin observarea vârfurilor și craterele de pe Lună, așa cum apar și dispar nu doar în timpul eclipselor de Luna, dar și în cursul lunației.
Acest lucru l-a determinat să facă o hartă a Lunii (1645), iar el și-a propus să realizeze hărți ale Lunii în treizeci de faze diferite, dar acest plan nu a fost dus niciodată la îndeplinire. El a fost primul care a atribuit nume diferitelor forme de relief lunare, dar puține dintre aceste nume au fost acceptate pe scară largă deoarece erau strâns legate de curtea regală spaniolă.

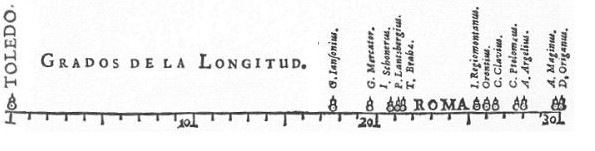
Grafic de date statistice, care arată o gamă largă de estimări ale distanței în longitudine între Toledo și Roma.

A publicat, de asemenea, observațiile sale cu privire la cometa din 1652, C/1652 Y1. El a întocmit diverse hărți ale Țărilor de Jos Spaniole. Tot lui i se datorează planurile pentru construirea unui port lângă Dunkerque, îmbunătățiri la portul din Oostende, eforturile de a curăța canalele din Anvers, conceptul de control al inundațiilor și fortificații.
Craterul Langrenus de pe Lună este numit în onoarea sa.